# Рајан Гозлинг
Рајан Томас Гозлинг (енгл. Ryan Thomas Gosling; Лондон, 12. новембар 1980) канадски је глумац и музичар. Глумом се почео бавити још као дечак, прво у серијалу Дизнијевог канала Клуб Микија Мауса , а затим у породичним серијалима Are You Afraid of the Dark? (1995), Goosebumps (1996), Breaker High (1997–98) и Young Hercules (1998–99). Прву значајну улогу имао је у филму The Believer (2001), где је играо Јеврејина неонацисту. Познат је по улогама неприлагођених момака у независним филмовима Убиство по ставкама (2002), The Slaughter Rule (2002), The United States of Leland (2003) и Остани мртав (2005).
Широј публици постао је познат 2004. главном улогом у романтичној драми Бележница, за коју је награђен са четири награде млађих гледалаца (14 до 17 година) ТВ компаније Фокс и једном филмском наградом коју су додељивали гледаоци МТВ-ја. Улога професора, кокаинског зависника, у филму Полу-Нелсон из 2006. донела му је номинацију за Оскара, а тумачећи лик Ларса, социјално незрелог усамљеника из филма Ларс има девојку, 2007. био је у конкуренцији за награду Златни глобус. Исте године је играо и у судском трилеру Пукотина.
После трогодишње паузе Гозлинг је 2010. тумачио главне улоге у филмовима Blue Valentine и All Good Things. Улога Дина, уморног супруга, у филму Blue Valentine донела му је другу номинацију за Златни глобус, овога пута у категорији најбољег глумца у филмској драми. Године2011. одиграо је главне улоге у три филма – у романтичној комедији Та луда љубав, трилеру Возач и политичкој драми Мартовске иде, када је номинован за Златни глобус у две категорије: за најбољег глумца у мјузиклу или комедији и за најбољег глумца у филмској драми. Гозлинг ће наступити и у кримићу Гангстерски одред, драми The Place Beyond the Pines, драми Only God Forgives, у филму Теренса Малика који још увек нема наслов, и у римејку научно-фантастичног филма Логаново бекство.
Један је од оснивача и чланова музичке групе Dead Man's Bones која је свој први и, за сада једини, албум објавила 2009. Сувласник је мароканског ресторана на Беверли Хилсу. Јавно подржава неколико хуманитарних непрофитних организација. Путовао је у Чад, Уганду и источни Конго како би скренуо пажњу јавности на конфликте у тим земљама.

## Детињство
Рајан Томас Гозлинг је рођен у Лондону, у канадској провинцији Онтарио у мормонској породици. Отац Томас је био комерцијалиста у фабрици хартије, а мајка Дона је средњошколска наставница. Због природе посла Томаса Гозлинга, породица се често селила па је Рајан једно време живео и у Корнволу и у Берлингтону. иРелигија је, према Гозлинговим речима, имала јак утицај на све аспекте њиховог живота. Након што су им се родитељи развели, Рајан и његова старија сестра Менди живели су са мајком, Гозлинг сматра да је, живећи с мајком, научио да размишља "попут жена".raph.co.uk"> Shone, Tom (11. 9. 2011). „In the driving seat: interview with Ryan Gosling”. The Daily Telegraph. London. Приступљено 31. 3. 2012.</ref>
Похађао је државну школу Гледстон (енгл. Gladstone Public School), средњу стручну школу у Корнволу (енгл. Cornwall Collegiate and Vocational School) и средњу школу Лестер Б. Пирсон (енгл. Lester B. Pearson High School). У основној школи је био злостављан, што се одразило и на његово понашање. У првом разреду, под утиском филма Рамбо, дошао је у школу са пуном торбом кухињских ножева и њима гађао друге ученике за време одмора, после чега је удаљен из школе. Имао је дислексију (потешкоће са читањем) и дијагностикован му је хиперкинетички поремећај, па је једно време провео у одељење за децу са посебним потребама. Након тога је његова мајка напустила посао и годину дана га је подучавала код куће. Гозлинг је касније изјавио да му је то донело осећај самосталности..
Од малих ногу је наступао пред публиком. Са сестром је певао на венчањима, наступао је са групом свога ујака названом Елвис Пери (енгл. Elvis Perry), у част Елвиса Преслија чији су репертоар изводили, а био је и члан локалне балетске трупе. Његове наступе сви су хвалили, што му је улило самопоуздање. Сматрајући да канадски акценат не звучи довољно „чврсто“, усвојио је специфичан изговор по узору на Марлона Бранда. Са седамнаест година напустио је средњу школу и преселио се у Лос Анђелес како би се посветио глумачкој каријери.

## Глумачка каријера

### Прелазак на независни филм (2000—2003)
Гозлинг је као деветнаестогодишњак одлучио да се бави „озбиљним“ филмом, како би избегао стереотип да може да глуми само у дечјим и породичним филмовима. Након споредне улоге у фудбалској драми Сећање на Титане, 2001. је добио главну улогу младог Јеврејина неонацисте у филму The Believer. Режисер Хенри Бин је, по властитим речима, Гозлинга изабрао јер је одрастао у мормонској породици, релативно изолованој заједници, па је тако могао да разуме изолацију Јевреја. Кевин Томас из Лос Анђелес тајмса похвалио је његову „наелектрисану и застрашујуће убедљиву глуму, док је Тод Макарти из часописа Варајети приметио да „његова експлозивни глума не може бити боља“. Филм је добио Велику награду жирија на фестивалу Санденс, али је, због контроверзне теме, редовна биоскопска дистрибуција била отежана, па је приказан на кабловској ТВ станици Showtime. Буџет филма је био 1. 500. 000 долара, али је филм зарадио само 416.925 долара Гозлинг сматра да му је тај филм био прекретница у каријери
У филму Убиство по ставкама из 2002, Гозлинг и Мајкл Пит играли су два средњошколца убеђена да могу да почине савршено убиство. Звезда филма је била Сандра Булок у улози детективке задужене да истражи злочин. Лиза Шворцбаум (енгл. Lisa Schwarzbaum) је у часопису Ентертејнмент викли описала Гозлинга као „феноменални таленат који долази до изражаја чак и у овако лошем филму“ док је Тод Макарти (енгл. Todd McCarthy) из Варајетија имао утисак да је „сценарио изневерио јаке и харизматичне“ младе глумце. Буџет филма је износио 50. 000.000 долара, а зарада на благајнама је била око 56.000.000 долара. Исте године Гозлинг је глумио у независном филму The Slaughter Rule који истражује однос између средњошколца који игра фудбал и његовог проблематичног тренера, а радња је смештена у Монтану. Гозлинг је касније изјавио да је, сарађујући са Дејвидом Морсом, постао „бољи глумац“. Филмски критичар Њујорк тајмс је описао Гозлинга као „материјал за велику звезду“, који има „сировост и снагу младог Мета Дилона“. Критичар Лос Анђелес тајмса био је одушевљен Гозлинговим „сировим талентом“. Филм се приказивао само у три америчка биоскопа зарадивши 13.411 долара.
У филму The United States of Leland из 2003. Гозлинг је тумачио улогу тинејџера осуђеног на затворску казну због убиства дечака са посебним потребама. Био је привучен чињеницом да је тешко наћи улогу у којој је лик „емоционално одсутан током целог филма“ Критичар Роџер Иберт је оценио да „талентовани глумац учинио све што је могуће да би дочарао лик Лиланда, али, лик је изнедрила таштина сценаристе, а не стварни живот“. Критичар Њујорк тајмса истакао је да се Гозлинг „бори да спасе Лиланда из канџи клишеа“. Дејвид Руни (енгл. David Rooney) из Варајетија приметио је да „његова монотона, безизражајна глума, нема ни мало магнетне привлачности из филма The Believer“. Филм је приказиван само у САД, где је зарадио 343.847 долара.

### Признање шире јавности (2010—2011)
Након трогодишњег одсуства са великог екрана, Гозлинг је у филмовима снимљеним 2010. и 2011. играо пет главних улога. „Никада нисам имао више енергије“, изјавио је. „Снимање филмова ме много више узбуђује него пре. Раније сам се плашио свега тога и то је за мене било оптерећујуће и емоцијама испуњено искуство. Али, нашао сам начин да се забављам док то радим. И чини ми се да се то види у филмовима“. Такође је говорио да се осећа депресивно када не снима.
Године2011. Гозлинг је наступио у три потпуно различита филма врхунске холивудске продукције. У романтичној комедији Та луда љубав глумио је уз Стива Карела и Ему Стоун. Како би се што боље припремио за улогу слаткоречивог женскароша, похађао је часове прављења коктела у једном бару у Лос Анђелесу. Критичарка Вашингтон поста је приметила да његово „заводљиво и доминантно присуство наводи на закључак да смо можда добили наследника Џорџа Клунија“. Часопис Ролинг стоун је константовао да својом улогом постиже „комични нокаут“, док је USA Today приметио да Гозлинг показује „изненађујући“ „таленат за комедију“. Ова улога му је донела номинацију за Златни глобус. Зарада од филма је била 142.000.000 долара широм света. Уколико се зарада од филма коригује за стопу инфлације, произлази да је ово други најуспешнији филм по заради у Гозлинговој каријери.

## Музичка каријера
Поред глуме, Рајан Гозлинг се бави и музиком. Певао је пратеће вокале канадској групи soulDecisions на њиховом албуму No One Does It Better из 2000. године, и сарађивао на писању песама за следећи албум. У првој половини 2007, снимио је соло нумеру под називом Put Me in the Car која се може преузети са интернета. Исте године је, заједно са пријатељем Заком Шилдсом (енгл. Zach Shields) основао групу под називом Dead Man's Bones која свира инди рок. Њих двојица су се упознали 2005, у време када се Гозлинг забављао са Рејчел Макадамс, а Шилдс са њеном сестром Кајлин. Првобитно замишљена идеја о мјузиклу са чудовиштима се испоставила превише скупа, па су уместо тога одлучили да направе бенд.
Свој први албум под називом  Гозлинг и Шилдс су снимили са дечјим хором музичког конзерваторијума Силверлејк, научивши да свирају све потребне инструменте. Поред тога што је певао, Рајан Гозлинг је на албуму свирао клавир, гитару, бас-гитару и виолончело. Албум који је објавила издавачка кућа ANTI- 5. октобра 2009. за европско тржиште, и 6. октобра 2009. за америчко тржиште, добио је врло добре оцене критичара. Роб Мичам (Pitchfork) је био одушевљен „јединственим и дирљиво чудним албумом који лако улази у уши“ док је Сара Дипоа из часописа Префикс (енгл. Prefix Magazine) приметила да је албум „спорадично кичаст и ни уједном тренутку неприкладан“. Са друге стране, часопис Спин (енгл. Spin Magazine) је констатовао да ово издање „не побија правило да глумци чине сумњиве поп музичаре“ док је Ентертејнмент викли (енгл. Entertainment Weekly) критиковао „готичку драгоценост која превише засићује“.
Гозлинг и Шилдс су 11, 18. и 25. септембра 2009. били гости у лосанђелеском луткарском позоришту Боба Бејкера (енгл. Bob Baker Marionette Theater) где су, са дечјим хором музичког конзерваторијума Силверлејк, наступали уз светлеће духове и неонске костуре који плешу. После тога су, у октобру исте године, одржали тринаестодневну турнеју по Северној Америци, уз помоћ локалних дечјих хорова на свим концертима. Уместо да наступе предгрупе, свако вече је на почетку концерта одржавано такмичење талената.
У септембру 2010. наступили су на FYF фестивалу у Лос Анђелесу.
У септембру 2012. глумац је најавио планове за снимање другог албума групе Dead Man's Bones, нагласивши да овога пута неће ангажовати дечји хор пошто то подразумева да на турнеји нема пушења, псовања и алкохола, „што баш и није превише у духу рокенрола“.

## Приватни живот
Рајан Гозлинг живи у Њујорку. Сувласник је мароканског ресторана (енгл. Tagine) који се налази на Беверли Хилсу, у Калифорнији. Ресторан је непланирано купио на молбу пријатеља чији је рођак, претходни власник, морао у кратком временском року да га прода. Како у то време није имао много посла, на куповину је потрошио сав свој новац, због чега је, да би уштедео, морао сам да га реновира. Радио је у ресторану годину дана, а сада надгледа формирање јеловника и повремено помаже као конобар.
Гозлинг је годину дана био у вези са Сандром Булок, од 2002. до 2003. Од средине 2005. до средине 2007. забављао се са канадском глумицом Рејчел Макадамс. На кратко су се поново зближили у лето 2008. У интервјуу који је дао након разлаза са Макадамсовом, Гозлинг је изјавио да је она једна од великих љубави у његовом животу. Излазио је са Кат Денингс крајем 2009, са Блејк Лајвли крајем 2010. и са Оливијом Вајлд почетком 2011.. Од септембра 2011. у вези је са америчком глумицом и моделом Евом Мендес.
Према вестима које су објавили Њујорк пост и Фокс њуз, Рајана Гозлинга је 17. марта 2005. ухапсила полиција Лос Анђелеса због пребрзе вожње. Гозлинг се изјаснио да није крив по прекршајној оптужби за „прекорачење брзине“ иако је првобитно био оптужен за „вожњу под утицајем алкохола и/или дроге“ и за „вожњу у алкохолисаном стању са више од 8 промила алкохола у крви“. За овај прекршај осуђен је на две године условно и морао је да плати казну у износу од 850 долара.
Рајан Гозлинг активно подржава различите друштвене акције. Сарађивао је са удружењем за заштиту животиња ПЕТА у кампањи чији је циљ био подстицање ланаца ресторана брзе хране Мекдоналдс да у своје фабрике уведу унапређене методе клања пилића. Волонтирао је у Билоксију, у америчкој држави Мисисипи, 2005. године, у акцији чишћења спроведеној након проласка урагана Катрина. Исте године посетио је избегличке кампове Дарфура у Чаду. Учествовао је на Националној конференцији непрофитне организације Campus Progress одржаној 2008, где је говорио о проблему Дарфура. У оквиру сарадње са Центром за напредак Америке на пројекту Доста посетио је Уганду 2007. и источни Конго 2010. Присталица је групе Invisible Children Inc. чији је циљ скретање пажње јавности на ЛРА покрет у централној Африци.

## Филмографија
| Улоге Рајана Гослинга |                             |               |                     |                      |
| Година                | Српски назив                | Изворни назив | Улога               | Напомена             |
| 1993 — 1995.          |                             |               | себе                | ТВ серија            |
| 1995.                 |                             |               | Џејми               | 5.02                 |
| 1996.                 |                             |               | Грег Бенкс          | 1.15                 |
| 1996.                 |                             |               | Адам                | 1.01                 |
| 1996.                 |                             |               | Кевин               | 4.09                 |
| 1996.                 | Пут за Ејвонли              |               | Брет Мекналти       | 7.09                 |
| 1996.                 |                             |               | Шон                 | 1.01                 |
| 1996.                 |                             |               | Скот Стаки          | 1.11 и 1.21          |
| 1996.                 |                             |               | Мат Калински        | 4.05                 |
| 1997.                 |                             |               | Кени                |                      |
| 1997 — 1998.          |                             |               | Шон Ханлон          | ТВ серија            |
| 1998.                 |                             |               | Томи                | ТВ филм              |
| 1998 — 1999.          | Млади Херкул                |               | Херакле             | ТВ серија            |
| 1998 — 1999.          | Херкул: Легендарна путовања |               | Зилус               | 5.17                 |
| 1999.                 |                             |               | Џош                 | ТВ филм              |
| 2000.                 | Сећање на Титане            |               | Алан Босли          |                      |
| 2001.                 | Верник                      |               | Дени Балинт         |                      |
| 2002.                 | Убиство по ставкама         |               | Ричард Хејвуд       |                      |
| 2002.                 |                             |               | Рој Чатни           |                      |
| 2003.                 | Лилендова Америка           |               | Лиланд П. Фицџералд |                      |
| 2004.                 | Бележница                   |               | Ноа Калхун          |                      |
| 2005.                 | Остани мртав                |               | Хенри Летам         |                      |
| 2005.                 |                             |               | Иља Гербер (глас)   | документарни ТВ филм |
| 2006.                 | Полу-Нелсон                 |               | Ден Дан             |                      |
| 2007.                 | Пукотина                    |               | Вили Бикам          |                      |
| 2007.                 | Ларс има девојку            |               | Ларс                |                      |
| 2010.                 | Све добре ствари            |               | Дејвид Маркс        |                      |
| 2010.                 | Тужна веза                  |               | Дин Переира         |                      |
| 2010.                 |                             |               | наратор             | документарни филм    |
| 2011.                 | Та луда љубав               |               | Џејкоб Палмер       |                      |
| 2011.                 | Возач                       |               | возач               |                      |
| 2011.                 | Мартовске иде               |               | Стивен Мајерс       |                      |
| 2012.                 | Гангстерски одред           |               | Џери Вутерс         |                      |
| 2012.                 | Кућа иза борова             |               | Лук                 |                      |
| 2012.                 | Само Бог опрашта            |               | Џулијан             |                      |
| 2012.                 | Та луда љубав               |               | Џејкоб Палмер       |                      |
| 2015.                 | Опклада века                |               | Џаред Венет         |                      |
| 2016.                 | La La Land                  |               | Себастијан Вајдлер  |                      |
| 2017.                 | Песма до песме              |               | БВ                  |                      |
| 2017.                 | Блејд Ранер 2049            |               | полицајац К         |                      |
| 2018.                 | Први човек на месецу        |               | Нил Армстронг       |                      |
| 2022.                 | Сиви човек                  |               | Курт Џентри         |                      |
| 2023.                 | Барби                       |               | Кен                 |                      |
| 2024.                 | Каскадер                    |               | Колт Сиверс         |                      |
| 2026.                 | Пројекат Очајнички покушај  |               | Рајланд Грејс       |                      |